# Болдырев, Николай Васильевич (юрист)
Николай Васильевич Болдырев (30 апреля 1883 — 25 сентября 1929) — русский учёный юрист, публицист, издатель, переводчик. Профессор, первый декан юридического факультета Императорского Николаевского университета в Саратове. Старший брат Д. В. Болдырева.

## Биография
Происходил из русского служилого дворянского рода, почётных потомственных граждан Орловской губернии. Был старшим ребенком в семье генерал-лейтенанта Василия Ксенофонтовича Болдырева.
- 3 сентября 1901 года — Н. В. Болдырев окончил обучение в 1-м Кадетском корпусе[уточнить].
- 23 июля 1902 года — принят в число студентов на юридический факультет Императорского Санкт-Петербургского университета.
- 1908 год — окончил Петербургский университет.
- 1908 год — 1912 год — подготовка к профессорской и преподавательской деятельности.
- 1912 год — получил степень магистра государственного права и звание приват-доцента по кафедре государственного права.
- 1 ноября 1912 года — допущен в качестве приват-доцента к чтению лекций в Петроградском университете по курсу «История политических учений».
- 28 января 1913 года — командирован за границу «с учёной целью» на два года, по 1 января 1915 года.
- 21 февраля 1913 года — предоставлено право ношения светло-бронзовой медали в память 300-летия царствования дома Романовых.
- 1912 год — 1916 год — одновременно с преподаванием в университете служит по министерству земледелия и состоит правителем канцелярии технической организации для нужд действующей армии; состоит гласным Болховского уезда.
- 29 мая 1917 года — командирован в Пермь для чтения лекций в отделении Петроградского университета в качестве исполняющего обязанности профессора по кафедре государственного права.
- 1 июня 1917 года — конец 1917 года — первый декан вновь созданного юридического факультета Императорского Николаевского университета в Саратове[1].

Был женат на дочери генерал-майора В. Н. Лаврова, Елизавете Васильевне. Их сын — А. Н. Болдырев, учёный-востоковед.
В последние годы жизни серьезно болел. Умер 25 сентября 1929 года в Ленинграде.

## Награды
- Медаль «В память 300-летия царствования дома Романовых» (1913)

## Публикации

### Книги
- Болдырев Н. В., Болдырев Д. В. Смысл истории и революция. — М.: Журнал Москва, 2001. — 400 с. — (Пути русского имперского сознания). — 2000 экз. — ISBN 5890970364.
- Болдырев Н. В. Смысл истории и прогресс. — 1922.
- Болдырев Н. В. Правда большевицкой России. Голос из гроба. — 1928.
- Болдырев Н. В., Гессен С. Я. Современная Европа. Экономический и политический обзор всех государств Западной Европы после войны. — Л.: Сеятель, 1925. — 252 с.

### Статьи
- Болдырев Н. В. Учение Жана Бодена о государстве и государственной власти // Журнал министерства народного просвещения : журнал. — 1910. — № 1. — С. 57—91.
- Болдырев Н. В. Подражание как социологическое понятие // Вестник психологии : журнал. — 1907. — № 5. — С. 183—195.
- Болдырев Н. В. Бытие и знание, созерцание и разум. // Мысль. Журнал Петербургского философского общества.1922. № 1. С.13-33.
- Болдырев Н. В. Богословие и философия в Германии XVII века // Русская мысль. 1916. Кн. IV. С. 28-32.

### Переводы
- Вольтер. Мемуары и памфлеты. политика, религия, мораль. Перевод под ред. проф. Н. В. Болдырева. — Ленинград, 1924
- Вольтер. О страшном вреде чтения. Об энциклопедии / перевод под ред. Н. В. Болдырева // Корабли мысли / сост. В. В. Кунин. — М.: Книга, 1980. — с. 59 — 63